# Bérigny
Pour les articles homonymes, voir Bérigny (homonymie).
Bérigny est une commune française, située dans le département de la Manche en région Normandie, peuplée de 442 habitants.

## Géographie
La commune est à l'est du pays saint-lois. Son bourg est à 10 km au sud-ouest de Balleroy, à 11 km au sud-est de Saint-Clair-sur-l'Elle, à 12 km à l'est de Saint-Lô, à 13 km au nord-ouest de Caumont-l'Éventé et à 14 km au nord de Torigni-sur-Vire.
| Saint-Georges-d'Elle                                      | Cerisy-la-Forêt (sur quelques mètres), Montfiquet (14) | Litteau (14)                  |
| Saint-Pierre-de-Semilly                                   | Bérigny                                                | Litteau (14), La Bazoque (14) |
| Saint-Jean-d'Elle (comm. dél. de Saint-Jean-des-Baisants) | Saint-Jean-d'Elle (comm. dél. de Notre-Dame-d'Elle)    | Saint-Germain-d'Elle          |

### Hydrographie
La commune est située dans le bassin Seine-Normandie. Elle est drainée par l'Elle, le cours d'eau 01 de la Boulottière, le cours d'eau 01 de la commune de Notre-Dame-D'Elle, le cours d'eau 01 du Mauny, le cours d'eau 01 du Pont d'Israël, le cours d'eau 02 de la Commune, le cours d'eau 08 de Launay, l'Elle, le fossé 01 de la commune de Bérigny et un autre petit cours d'eau,.
L'Elle, d'une longueur de 32 km, prend sa source dans la commune de Saint-Germain-d'Elle et se jette  dans la Vire à Isigny-sur-Mer, après avoir traversé onze communes. 

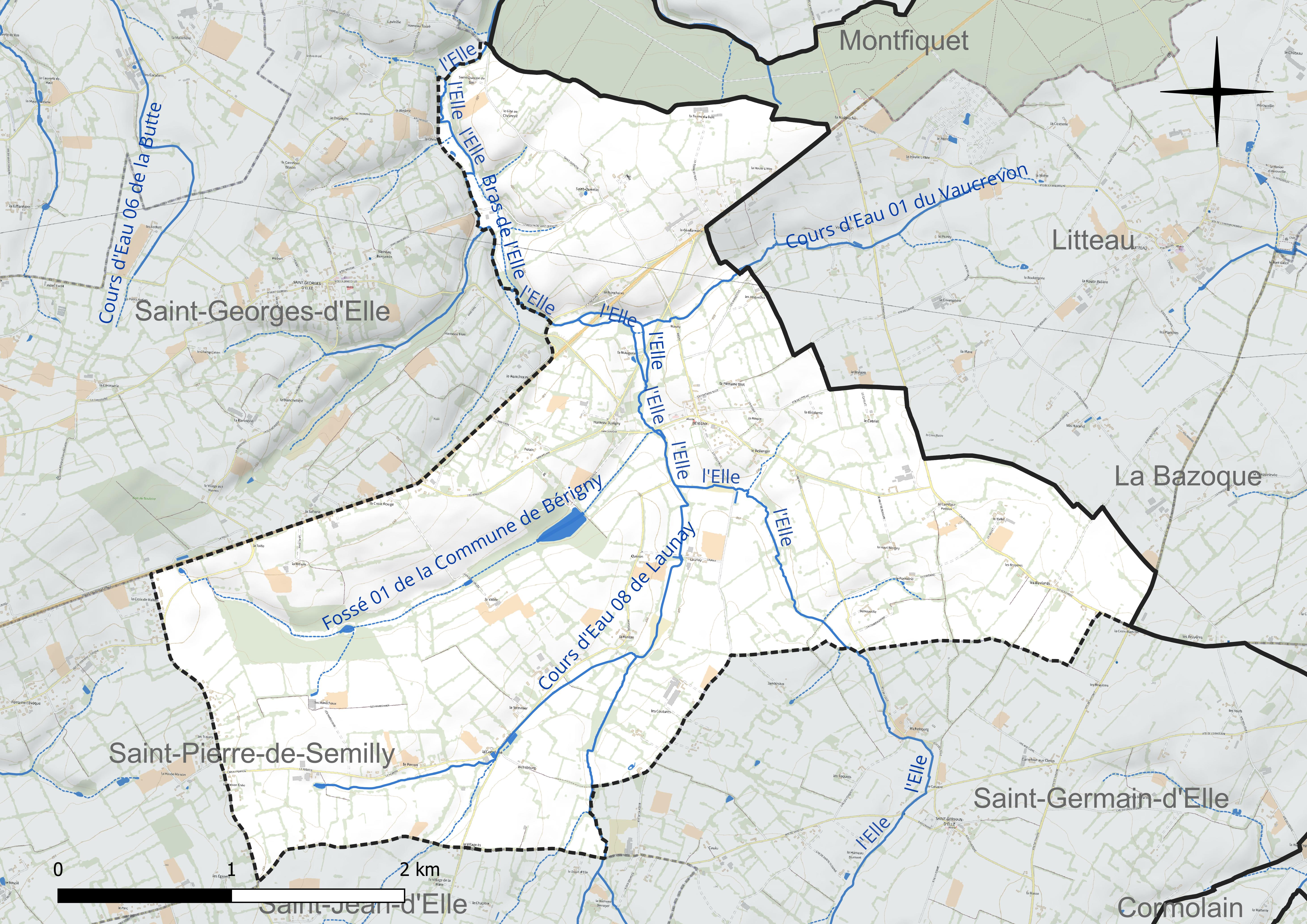
Réseau hydrographique de Bérigny.

### Climat
Pour des articles plus généraux, voir Climat de la Normandie et Climat de la Manche.
En 2010, le climat de la commune est de type climat océanique franc, selon une étude du CNRS s'appuyant sur une série de données couvrant la période 1971-2000. En 2020, Météo-France publie une typologie des climats de la France métropolitaine dans laquelle la commune est exposée à un climat océanique et est dans la région climatique  Normandie (Cotentin, Orne), caractérisée par une pluviométrie relativement élevée (850 mm/a) et un été frais (15,5 °C) et venté. Parallèlement le GIEC normand, un groupe régional d'experts sur le climat, différencie quant à lui, dans une étude de 2020, trois grands types de climats pour la région Normandie, nuancés à une échelle plus fine par les facteurs géographiques locaux. La commune est, selon ce zonage, exposée à un « climat contrasté des collines », correspondant au Bocage normand, bien arrosé, voire très arrosé sur les reliefs les plus exposés au flux d'ouest, et frais en raison de l'altitude.
Pour la période 1971-2000, la température annuelle moyenne est de 10,5 °C, avec une amplitude thermique annuelle de 12 °C. Le cumul annuel moyen de précipitations est de 915 mm, avec 13,6 jours de précipitations en janvier et 7,7 jours en juillet. Pour la période 1991-2020, la température moyenne annuelle observée sur la station météorologique la plus proche, située sur la commune de Balleroy-sur-Drôme à 9 km à vol d'oiseau, est de 11,2 °C et le cumul annuel moyen de précipitations est de 924,3 mm,. Pour l'avenir, les paramètres climatiques de la commune estimés pour 2050 selon différents scénarios d'émission de gaz à effet de serre sont consultables sur un site dédié publié par Météo-France en novembre 2022.

## Urbanisme

### Typologie
Au 1er janvier 2024, Bérigny est catégorisée commune rurale à habitat dispersé, selon la nouvelle grille communale de densité à sept niveaux définie par l'Insee en 2022.
Elle est située hors unité urbaine. Par ailleurs la commune fait partie de l'aire d'attraction de Saint-Lô, dont elle est une commune de la couronne,. Cette aire, qui regroupe 63 communes, est catégorisée dans les aires de 50 000 à moins de 200 000 habitants,.

### Occupation des sols
L'occupation des sols de la commune, telle qu'elle ressort de la base de données européenne d'occupation biophysique des sols Corine Land Cover (CLC), est marquée par l'importance des territoires agricoles (97,5 % en 2018), une proportion identique à celle de 1990 (97,5 %). La répartition détaillée en 2018 est la suivante : prairies (72,2 %), terres arables (24,8 %), forêts (2,5 %), zones agricoles hétérogènes (0,4 %). L'évolution de l'occupation des sols de la commune et de ses infrastructures peut être observée sur les différentes représentations cartographiques du territoire : la carte de Cassini (XVIIIe siècle), la carte d'état-major (1820-1866) et les cartes ou photos aériennes de l'IGN pour la période actuelle (1950 à aujourd'hui).

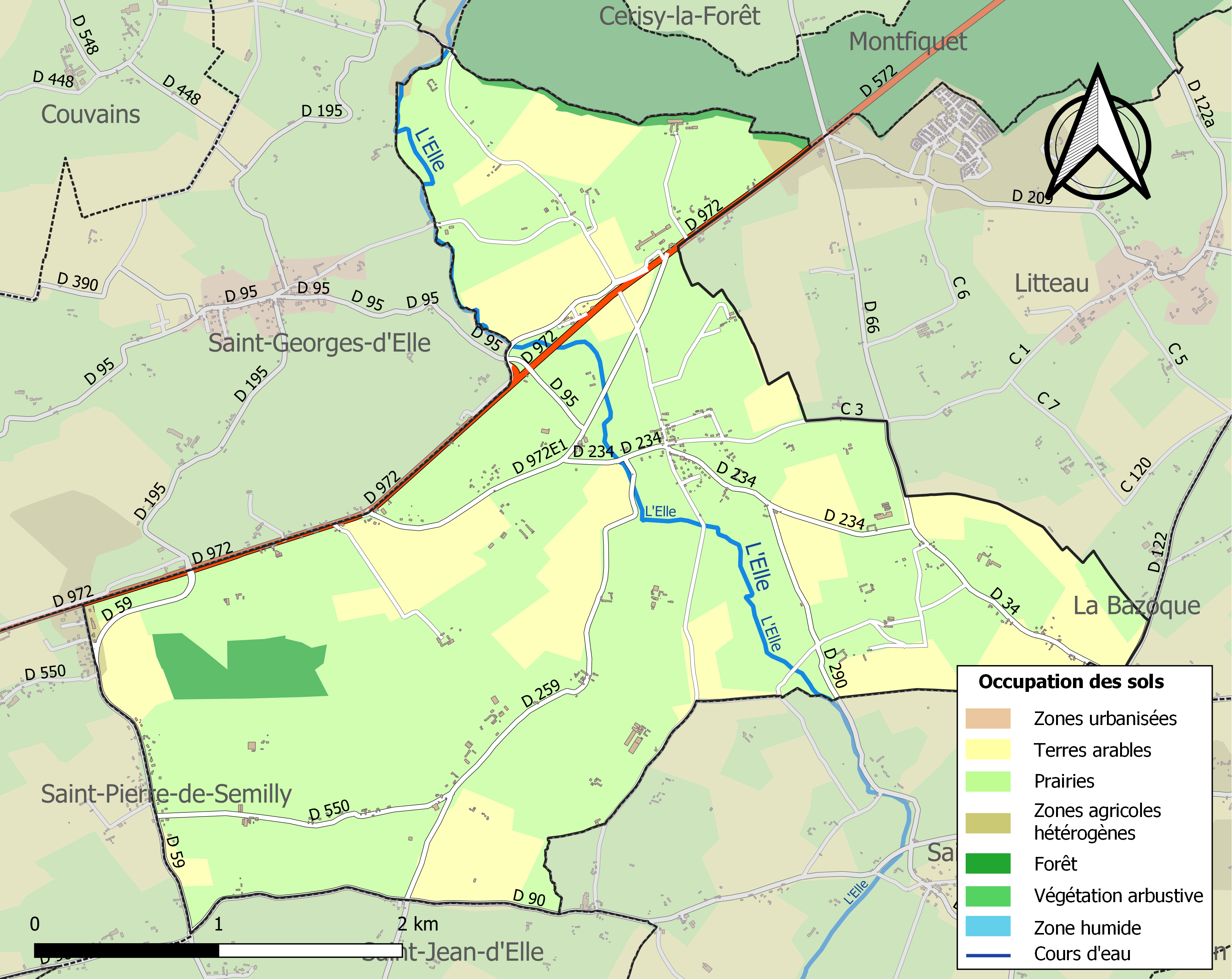
Carte des infrastructures et de l'occupation des sols de la commune en 2018 (CLC).

## Toponymie
Le nom de la localité est attesté sous les formes Berinneio, Berinneium en 843 et Berigneyo en 1303.
Le toponyme est issu d'un anthroponyme gaulois ou germanique, tel que Berinius, ou Berinus.
Le gentilé est Bérignais.

## Histoire
En 1725, Jean Le Coq, prêtre, chanoine de Pouligny à Bayeux, créa un collège à Bérigny.
En 1790, Jean-Baptiste Guérard fut délégué de Bérigny à l'Assemblée primaire de Saint-Jean-des-Baisants.
Félix-Aimé de Saint-Quentin (1780-1826), mort à Bérigny, fut l'un des chefs de la chouannerie normande, et commandant de la garde nationale à cheval de la Manche en 1816.
En 1812, Bérigny (499 habitants en 1806) absorbe la commune de Saint-Quentin-d'Elle (162 habitants), située au nord de son territoire.

## Politique et administration
| Période | Période   | Identité                    | Étiquette | Qualité    |
| --- | --------- | --------------------------- | --------- | ---------- |
| 1793 | 1795      | Marin Duvigny               |           |            |
| 1796 | 1797      | Pierre Le Baron             |           |            |
| 1797 | 1797      | Jean-Baptiste Guérard       |           |            |
| 1797 | 1797      | Jean-Baptiste Guelle        |           |            |
| 1798 | 1805      | René Gabriel Le Brun        |           |            |
| 1805 | 1814      | Pierre Bechevel             |           |            |
| 1814 | 1824      | Henri de Saint-Quentin      |           |            |
| 1824 | 1826      | Félix Aimé de Saint-Quentin |           |            |
| 1826 | 1829      | Jean Joachim Le Brun        |           |            |
| 1830 | 1846      | Pierre Le Baron             |           |            |
| 1847 | 1848      | Jean Baptiste Sansrefus     |           |            |
| 1848 | 1867      | Bernardin de Saint-Quentin  |           |            |
| 1868 | 1897      | Pierre Sansrefus            |           |            |
| 1897 | 1913      | Jean-Michel Sansrefus       |           |            |
| 1913 | 1940      | Adolphe Dumont              |           |            |
| 1940 | 1953      | Pierre Mérienne             |           |            |
| 1953 | 1973      | Léon Le Baron               |           |            |
| 1973 | 1983      | Émile Le Trone              |           |            |
| 1983 | 1995      | Pierre Lehaut               |           |            |
| juin 1995 | mars 2008 | Michel Bonnet               | SE        |            |
| mars 2008 | En cours  | Denis Lecluze               | SE        | Commerçant |
| Une partie des données est issue d'une liste établie par Jean Pouëssel , Élise Gautier-Debroise et Jacqueline Ledunois. |           |                             |           |            |

Le conseil municipal est composé de onze membres dont le maire et un adjoint.

## Démographie
L'évolution du nombre d'habitants est connue à travers les recensements de la population effectués dans la commune depuis 1793. Pour les communes de moins de 10 000 habitants, une enquête de recensement portant sur toute la population est réalisée tous les cinq ans, les populations de référence des années intermédiaires étant quant à elles estimées par interpolation ou extrapolation. Pour la commune, le premier recensement exhaustif entrant dans le cadre du nouveau dispositif a été réalisé en 2006.
En 2022, la commune comptait 442 habitants, en évolution de +4,49 % par rapport à 2016 (Manche : −0,31 %, France hors Mayotte : +2,11 %).
Bérigny a compté jusqu'à 722 habitants en 1831.
| 1793 | 1800 | 1806 | 1821 | 1831 | 1836 | 1841 | 1846 | 1851 |
| ---- | ---- | ---- | ---- | ---- | ---- | ---- | ---- | ---- |
| 425  | 456  | 499  | 672  | 722  | 682  | 675  | 666  | 655  |

| 1856 | 1861 | 1866 | 1872 | 1876 | 1881 | 1886 | 1891 | 1896 |
| ---- | ---- | ---- | ---- | ---- | ---- | ---- | ---- | ---- |
| 692  | 676  | 666  | 603  | 635  | 576  | 561  | 549  | 540  |

| 1901 | 1906 | 1911 | 1921 | 1926 | 1931 | 1936 | 1946 | 1954 |
| ---- | ---- | ---- | ---- | ---- | ---- | ---- | ---- | ---- |
| 525  | 552  | 557  | 501  | 509  | 470  | 460  | 406  | 445  |

| 1962 | 1968 | 1975 | 1982 | 1990 | 1999 | 2006 | 2011 | 2016 |
| ---- | ---- | ---- | ---- | ---- | ---- | ---- | ---- | ---- |
| 386  | 372  | 314  | 340  | 359  | 367  | 363  | 394  | 423  |

| 2021 | 2022 | - | - | - | - | - | - | - |
| ---- | ---- | - | - | - | - | - | - | - |
| 437  | 442  | - | - | - | - | - | - | - |

| 1793 | 1800 | 1806 |
| ---- | ---- | ---- |
| 148  | 143  | 162  |

## Lieux et monuments

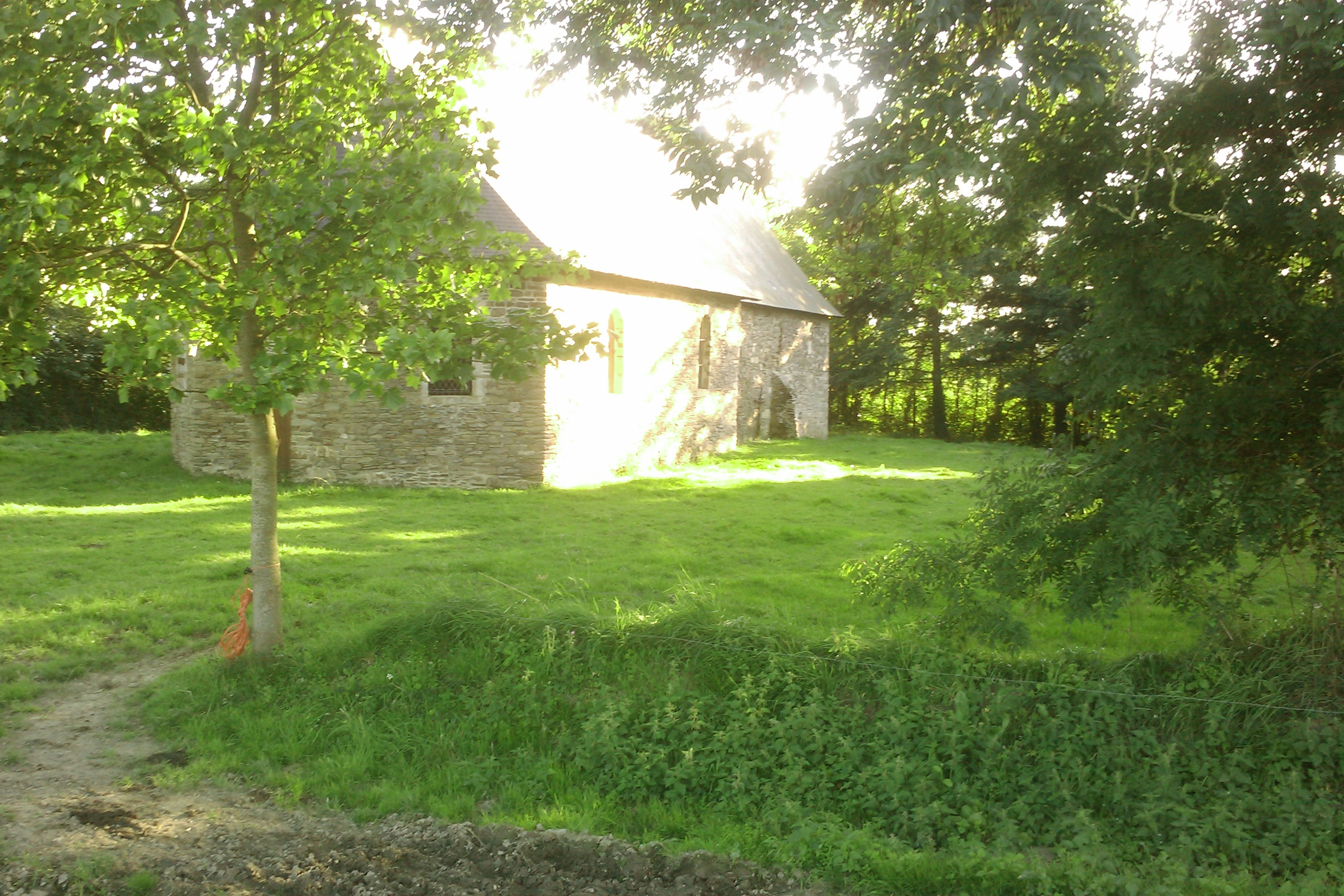
La chapelle de Saint-Quentin-d'Elle.

- Château de Saint-Quentin-d'Elle (XIIIe, XIVe – XVIIIe siècles) et chapelle (XVIIIe), inscrit aux monuments historiques[37].
- Ferme-manoir de Banville et ses communs (XVIIIe – XIXe siècles).
- Ferme de Bénouville, réhabilitée par la commune qui en a fait des logements locatifs[29].
- Chapelle de Saint-Quentin-d'Elle.
- Église Saint-Gildard en partie romane, dont le clocher est porté par quatre piliers (XIIe siècle). Les fenêtres et le portail latéral ont été refaits en 1760, et l'église fut restaurée après 1944. Elle abrite une Vierge à l'Enfant (XIVe), les statues de saint Quentin et saint Laurent (XVIIIe), ainsi qu'une verrière abstraite (XXe)[29].
- ifs dans le cimetière.
- Croix de chemin et de cimetière (XVIIe siècle).

## Activité et manifestations

### Sports
L'Association sportive de Bérigny-Cerisy fait évoluer deux équipes de football en divisions de district.

## Personnalités liées à la commune
- Henri Victor Roulland, général de brigade, né en 1751 à Saint-Quentin-d'Elle, mort le 6 février 1827.